# Wittelsbach (lớp thiết giáp hạm)
Lớp thiết giáp hạm Wittelsbach bao gồm năm thiết giáp hạm tiền-dreadnought của Hải quân Đế quốc Đức (Kaiserliche Marine). Chúng là những thiết giáp hạm đầu tiên được chế tạo theo Đạo luật Hải quân Đức năm 1898, bao gồm Wittelsbach, Wettin, Zähringen, Schwaben và Mecklenburg. Cả năm chiếc đều được đặt lườn giữa các năm 1899-1900, và hoàn tất vào năm 1904. Chúng có hình dáng bên ngoài tương tự như của lớp Kaiser Friedrich III dẫn trước, nhưng có một sàn tàu chính phẳng thay vì sàn tàu phía đuôi thấp hơn như trên lớp Kaiser Friedrich III, và có một đai giáp được mở rộng hơn. Vũ khí trang bị hầu như tương tự, cho dù được sắp xếp hiệu quả hơn.
Các con tàu được đưa ra hoạt động cùng hạm đội Đức từ năm 1902 đến năm 1904, nơi chúng gia nhập Hải đội Chiến trận 1. Chúng nhanh chóng bị lạc hậu bởi sự ra đời của chiếc Dreadnought của Hải quân Hoàng gia Anh vào năm 1906. Khi Chiến tranh Thế giới thứ nhất nổ ra vào năm 1914, những chiếc trong lớp Wittelsbach đã không còn phù hợp cho các hoạt động nơi tuyến đầu, mặc dù cũng có những hoạt động giới hạn tại biển Baltic chống lại Hải quân Nga. Vào năm 1916, cả năm chiếc trong lớp được giải giáp để phục vụ trong các vai trò thứ yếu. Wittelsbach, Wettin và Schwaben trở thành những tàu huấn luyện, Mecklenburg là một tàu giữ tù binh và sau đó là một tàu trại lính nổi, trong khi Zähringen trở thành một tàu mục tiêu. Tất cả ngoại trừ Zähringen đều bị tháo dỡ vào năm 1921-1922, Zähringen được tái cấu trúc thành một tàu mục tiêu điều khiển bằng vô tuyến vào giữa những năm 1920. Trong Chiến tranh Thế giới thứ hai, nó bị hư hại nặng trong một cuộc không kích vào năm 1944 và bị đánh đắm vào những ngày cuối cùng của chiến tranh. Xác tàu đắm của nó sau cùng được tháo dỡ tại chỗ vào các năm 1949-1950.

## Thiết kế
Những chiếc trong lớp Wittelsbach là những thiết giáp hạm đầu tiên được chế tạo theo Đạo luật Hải quân Đức thứ nhất năm 1898. Chúng tiêu biểu cho sự cải thiện dựa trên lớp Kaiser Friedrich III dẫn trước, được trang bị cùng cỡ pháo 24 inch nhưng được tăng cường thêm một ống phóng ngư lôi. Các con tàu cũng có khả năng phòng thủ được cải thiện, nhờ có đai giáp được mở rộng hơn. Khác biệt chính về kiểu dáng so với lớp dẫn trước là toàn bộ chiều dài của sàn tàu chính đều phẳng, trong khi sàn phía sau của lớp Kaiser Friedrich III được đặt thấp hơn.

## Các đặc tính chung
Những chiếc trong lớp Wittelsbach có chiều dài ở mực nước là 125,2 mét (411 ft) và chiều dài chung 126,8 m (416 ft), mạn thuyền rộng 22,8 m (75 ft), và độ sâu của mớn nước là 7,95 m (26,1 ft) ở phía trước. Lớp Wittelsbach được thiết kế với trọng lượng choán nước thông thường là 11.774 tấn (11.588 tấn Anh), và lên đến 12.798 t (12.596 tấn Anh) khi đầy tải nặng. Lườn tàu được cấu trúc bởi các khung thép ngang và dọc, và các tấm thép được đinh tán vào các cấu trúc khung đó. Con tàu được chia ra 14 ngăn kín nước và có một đáy kép kéo dài 70% chiều dài lườn tàu.
Lớp Wittelsbach được Hải quân Đức đánh giá như những con tàu đi biển xuất sắc và dễ nghiêng khi bẻ lái; chúng nghiêng cho đến 30° trong vòng 10 giây. Chúng cơ động dễ dàng, mất cho đến 60% tốc độ và nghiêng trên 9° khi bẻ lái. Tuy nhiên, chúng mắc phải sự rung động nặng, nhất là ở phần đuôi, khi di chuyển tốc độ cao; đồng thời mũi tàu rất ướt ngay cả khi biển động vừa. Con tàu có một thủy thủ đoàn gồm 33 sĩ quan và 650 thủy thủ; khi phục vụ như là soái hạm của hải đội, chúng được bổ sung thêm 13 sĩ quan và 66 thủy thủ, và khi hoạt động như tàu chỉ huy thứ hai, chúng có thêm 9 sĩ quan và 44 thủy thủ. Wittelsbach và các tàu chị em mang theo một số xuồng nhỏ, bao gồm hai xuồng gác, hai xuồng đổ bộ, một xuồng chèo, hai ca-nô, hai xuồng yawl và hai xuồng nhỏ.

### Động lực
Những chiếc trong lớp Wittelsbach được vận hành bởi ba động cơ hơi nước ba buồng bành trướng đặt dọc. Các động cơ phía ngoài dẫn động một chân vịt ba cánh có đường kính 4,8 m (16 ft); trong khi trục giữa nối với một chân vịt bốn cánh hơi nhỏ hơn với đường kính 4,5 m (15 ft). Hơi nước được cung cấp bởi sáu nồi hơi hình trụ ngang và sáu nồi hơi kiểu Marine, ngoại trừ Wettin và Mecklenburg thay kiểu nồi hơi Marine bằng kiểu nồi hơi Thornycroft. Con tàu được điều khiển bởi một bánh lái lớn duy nhất.
Hệ thống động lực của các con tàu cung cấp công suất 14.000 ihp (10.000 kW), cho phép đạt được tốc độ tối đa 18 hải lý trên giờ (33 km/h; 21 mph). Tuy nhiên, khi chạy thử máy, sự thể hiện của các con tàu khác biệt nhau đáng kể: Schwaben, chiếc chậm nhất, có công suất 13.253 ihp (9.883 kW) và đạt được tốc độ tối đa 16,9 hải lý trên giờ (31,3 km/h; 19,4 mph); trong khi Wettin, chiếc nhanh nhất, có công suất 15.530 ihp (11.581 kW) và tốc độ 18,1 hải lý trên giờ (33,5 km/h; 20,8 mph). Các con tàu được thiết kế để chứa 650 tấn (640 tấn Anh) than, nhưng trong thực tế chúng chở theo gần gấp ba lượng nhiên liệu, đến 1.800 tấn (1.800 tấn Anh; 2.000 tấn Mỹ) nhờ sử dụng các khoảng trống phụ trội trên tàu. Vì vậy chúng có tầm hoạt động 5.000 hải lý (9.260 km; 5.754 mi) ở tốc độ đường trường 10 kn (19 km/h; 12 mph). Điện năng trên tàu được cung cấp bởi bốn máy phát điện, mỗi chiếc tạo ra 230 kilôwatt (310 hp) ở điện thế 74 volt; riêng trên chiếc Wittelsbach các máy phát có công suất 248 kilôwatt (333 hp).

### Vũ khí
Vũ khí trang bị cho lớp Wittelsbach gần tương tự như của lớp Kaiser Friedrich III dẫn trước. Dàn pháo chính bao gồm bốn khẩu hải pháo 24 cm (9,4 in)/40 caliber bố trí trên hai tháp pháo nòng đôi, một phía trước và một phía sau của cấu trúc thượng tầng. Các khẩu pháo được đặt trên các bệ Drh.L. C/98, cho phép nâng lên đến 30° và hạ xuống đến −5°. Ở góc nâng tối đa, các khẩu pháo có thể bắn đến mục tiêu cách xa 16.930 m (18.510 yd). Kiểu pháo này bắn ra đạn pháo nặng 140 kg (310 lb) với lưu tốc đầu đạn 690 m/s (2.263 ft/s). Chúng có tốc độ bắn 3-4 phát mỗi phút, và được cung cấp tổng cộng 340 quả đạn pháo, tức 85 quả đạn cho mỗi khẩu pháo.

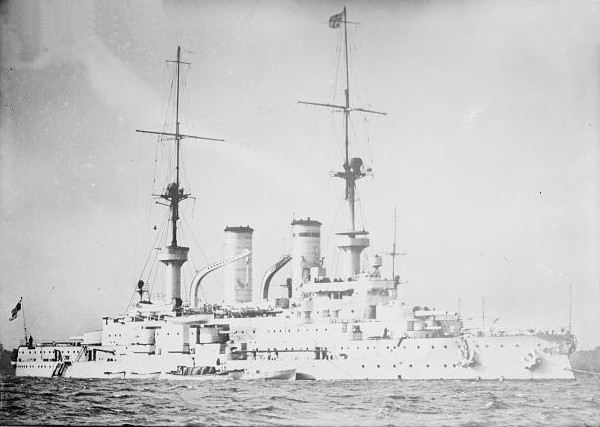
Wittelsbach trước chiến tranh

Dàn pháo hạng hai của các con tàu bao gồm mười tám khẩu hải pháo 15 cm (5,9 in) SK L/40, gồm bốn khẩu đặt trên các tháp pháo đơn giữa tàu và các khẩu còn lại đặt trong các tháp pháo ụ MPL. Các khẩu pháo này bắn ra đạn pháo xuyên thép với tốc độ bắn 4-5 phát; các tháp pháo có thể nâng đến góc 20° và hạ cho đến góc -7°, cho phép có một tầm bắn tối đa 13.700 m (15.000 yd), nhưng phải nâng và xoay bằng tay. Chúng có tổng cộng 2.160 quả đạn pháo, tức 120 quả cho mỗi khẩu.
Các con tàu còn mang theo mười hai khẩu pháo 8,8 cm (3,5 in) SK L/30 bắn nhanh cũng được đặt trong các tháp pháo ụ và trên các chốt của con tàu. Các khẩu pháo được cung cấp từ 170 đến 250 quả đạn pháo cho mỗi khẩu; chúng bắn ra đạn pháo nặng 13,8 kg (30 lb) ở lưu tốc đầu đạn 590 m/s (1.936 ft/s). Tốc độ bắn của loại vũ khí này là khoảng 15 phát mỗi phút, và có thể đối đầu với mục tiêu ở khoảng cách 10.500 m (11.500 yd). Kiểu vũ khí này cũng phải được vận hành bằng tay. Các con tàu còn có 12 khẩu súng máy.
Các con tàu còn được trang bị sáu ống phóng ngư lôi 45 cm (17,7 in), tất cả được đặt trên các bệ xoay bên trên mực nước. Bốn ống được bố trí bên mạn tàu, một ống trước mũi và một ống phía đuôi tàu. Ngư lôi là kiểu dài 5,1 m (200 in), mang theo đầu đạn chứa 87,5 kg (193 lb) thuốc nổ TNT. Chúng có thể được cài đặt ở hai tốc độ: ở tốc độ 26 kn (48 km/h; 30 mph) quả ngư lôi có tầm xa hoạt động 800 m (870 yd), và ở tốc độ 32 kn (59 km/h; 37 mph) nó có tầm xa hoạt động 500 m (550 yd).

### Vỏ giáp
Các con tàu trong lớp Wittelsbach được trang bị vỏ giáp bằng thép Krupp. Vỏ giáp sàn tàu dày 50 mm (2,0 in) ở phần ngang và 75–120 mm (3,0–4,7 in) ở phần nghiêng, tiếp nối với đai giáp. Đai giáp chính dày đến 225 mm (8,9 in) ở giữa phần thành trì trung tâm, nơi bố trí những thành phần trọng yếu của con tàu bao gồm các hầm đạn và hệ thống động lực. Chiều dày của đai giáp giảm còn 100 mm (3,9 in) ở hai đầu thành trì trung tâm, trong khi mũi tàu và đuôi tàu hoàn toàn không có giáp bảo vệ. Toàn bộ chiều dài của đai giáp được lót phía trong một lớp gỗ teak dày 100 mm (3,9 in).
Ngay phía trên đai giáp, các tháp pháo ụ 15 cm có các tấm chắn bằng thép dày 140 mm (5,5 in). Các tháp pháo 15 cm bị bộc lộ nhiều hơn nên được bảp vệ tốt hơn, với các mặt hông dày 150 mm (5,9 in) và tấm chắn pháo dày 70 mm (2,8 in). Các tháp pháo chính 24 cm có vỏ giáp tốt nhất đối với cả con tàu, với mặt hông dày 250 mm (9,8 in) và nóc dày 50 mm (2,0 in). Tháp chỉ huy phía trước có các mặt hông dày 250 mm (9,8 in) nhưng nóc chỉ có 30 mm (1,2 in). Tháp chỉ huy phía sau thậm chí còn được bảo vệ kém hơn với các mặt hông dày 140 mm (5,5 in) và nóc dày 30 mm (1,2 in).

## Chế tạo
Wittelsbach được đặt hàng cho hạm đội Đức dưới cái tên tạm thời "C" trong hợp đồng. Nó được đặt lườn tại xưởng tàu Kaiserliche tại Wilhelmshaven vào năm 1899 dưới số hiệu chế tạo 25, và được hạ thủy vào ngày 3 tháng 7 năm 1900; công việc hoàn thiện nó được bắt đầu ngay sau khi nó rời ụ tàu. Công việc này bao gồm việc trang bị vũ khí cho con tàu, cấu trúc các ngăn bên trong, và hoàn tất phần cấu trúc thượng tầng. Đến cuối năm 1902 công việc đối với con tàu hoàn tất. Wittelsbach được đưa ra hoạt động cùng hạm đội vào ngày 15 tháng 10 năm đó. Wettin được đặt hàng dưới cái tên tạm thời "D" và được đặt lườn tại xưởng tàu Schichau-Werke ở Danzig vào năm 1899. Mặc dù nó được hạ thủy vào ngày 6 tháng 6 năm 1901, gần trọn một năm sau Wittelsbach, nó lại được đưa ra hoạt động hai tuần sớm hơn chiếc tàu chị em, vào ngày 1 tháng 10 năm 1902.
Zähringen được đặt lườn tại xưởng tàu Germaniawerft tại Kiel dưới cái tên tạm thời "E" vào năm 1899. Nó được hạ thủy vào ngày 12 tháng 6 năm 1901 và đưa ra hoạt động cùng hạm đội vào ngày 25 tháng 10 năm 1902. Vào năm 1900, Schwaben tiếp nối Wittelsbach tại xưởng tàu Kaiserliche Werft Wilhelmshaven dưới cái tên tạm thời "G". Nó được hạ thủy vào ngày 19 tháng 8 năm 1901 và đưa ra hoạt động vào ngày 13 tháng 4 năm 1904, là chiếc cuối cùng trong lớp tham gia hạm đội. Mecklenburg được đặt hàng tại xưởng tàu AG Vulcan ở Stettin dưới cái tên tạm thời "F". Nó được đặt lườn tại đây vào năm 1900, được hạ thủy vào ngày 9 tháng 11 năm 1901. Mecklenburg được hoàn tất vào tháng 5 năm 1903 và đưa ra hoạt động vào ngày 25 tháng 5.

## Lịch sử hoạt động
Vào đầu những năm 1900, Hạm đội Đức được tái tổ chức thành Hạm đội Nhà (tiếng Đức: Heimatflotte). Sau khi tham gia hạm đội, những chiếc trong lớp Wittelsbach được phân về Hải đội Chiến trận 1, nơi chúng thay thế cho những chiếc thuộc lớp Brandenburg cũ hơn. Đến năm 1907, những chiếc thuộc lớp Braunschweig và lớp Deutschland được đưa vào hoạt động. Với hai hải đội chiến trận có đầy đủ biên chế, hạm đội được tái tổ chức thành Hạm đội Biển khơi.
Giống như những chiếc thuộc lớp Kaiser Friedrich III, lớp Wittelsbach được rút khỏi hoạt động nơi tuyến đầu sau sự ra đời của những chiếc dreadnought; tuy nhiên chúng được gọi trở lại phục vụ sau khi Chiến tranh Thế giới thứ nhất nổ ra vào năm 1914. Chúng được phân về Hải đội Chiến trận 4 và được bố trí tại khu vực biển Baltic. Các con tàu đặt căn cứ tại Kiel dưới quyền chỉ huy của Phó đô đốc Ehrhard Schmidt. Vào đầu tháng 9 năm 1914, các con tàu thực hiện một đợt càn quét không kết quả vào biển Baltic chống lại lực lượng Hải quân Nga đang hoạt động tại đây. Đến tháng 5 năm 1915, bốn chiếc trong lớp Wittelsbach tiến vào biển Baltic bắn phá Libau, vốn sau đó bị Lục quân Đức chiếm đóng. Cả năm chiếc đã di chuyển đến Libau trong Trận chiến vịnh Riga vào tháng 8 năm 1915, cho dù chúng không tham gia tác chiến trong trận này.
Tàu ngầm Anh bắt đầu hoạt động tích cực tại biển Baltic vào cuối năm 1915; nhiều tàu tuần dương đã bị đánh đắm, nên những chiếc trong lớp Wittelsbach không thể chịu đựng thêm rủi ro tại đây. Do đã cũ kỹ và mong manh, chúng được rút khỏi hoạt động và giải giáp vào năm 1916. Các con tàu được sử dụng làm tàu huấn luyện, ngoại trừ Mecklenburg được dùng làm tàu giữ tù binh. Đến năm 1919, Wittelsbach và Schwaben được cải biến thành tàu kho chứa tiếp liệu cho các tàu quét mìn. Toàn bộ những chiếc trong lớp, ngoại trừ Zähringen, được rút khỏi Đăng bạ Hải quân sau khi chiến tranh kết thúc: Mecklenburg vào ngày 27 tháng 1 năm 1920, Wettin tiếp nối vào ngày 11 tháng 3 năm 1920, Wittelsbach và Schwaben vào ngày 8 tháng 3 năm 1921. Cả bốn con tàu bị tháo dỡ trong những năm 1921-1922. Zähringen được cải biến thành một tàu nmục tiêu điều khiển bằng vô tuyến trong những năm 1926-1927. Máy bay ném bom của Không quân Hoàng gia Anh đã đánh chìm nó tại Gotenhafen vào năm 1944; xác đắm của con tàu bị tháo dỡ tại chỗ trong những năm 1949-1950.